# Sensuous
Sensuous è il quinto e ultimo album del musicista, cantante, compositore e DJ giapponese Cornelius. I testi e le musiche sono stati composti da Keigo Oyamada (Cornelius) eccetto dove indicato. Inoltre nel brano "Omstart"
Cornelius collabora con i due cantanti norvegesi Erlend Øye ed Eirik Glambek Bøe (Kings of Convenience); anche coautori del testo della canzone come indicato sotto.

## Tracce
1. Sensuous
2. Fit Song
3. Breezin'
4. Toner
5. Wataridori
6. Gum
7. Scum - (musica di Hiromori Hayashi, John Stafford, Nie Erh, Keigo Oyamada)
8. Omstart - (feat. Erlend Øye, Eirik Bøe) (testo di Keigo Oyamada, Erlend Øye, Eirik Bøe)
9. Beep it
10. Like a Rolling Stone
11. Music
12. Sleep Warm - (musica e testo di Alan Bergman, Marilyn Bergman, Lewis Lew Spence)

## Singoli
- Music
- Breezin'

## Videoclip realizzati
È stato realizzato un videoclip per ogni brano dell'album. Tutti i video sono raccolti nel nuovo DVD"Sensourround" ; esiste anche un'edizione speciale che comprende sia il video che l'album.